# Gwynne Walters
Pour les articles homonymes, voir Walters.
 (mars 2025).
Si vous disposez d'ouvrages ou d'articles de référence ou si vous connaissez des sites web de qualité traitant du thème abordé ici, merci de compléter l'article en donnant les références utiles à sa vérifiabilité et en les liant à la section « Notes et références ».
 D.Gwynne Walters  est un arbitre international gallois de rugby à XV. 

## Carrière
Il a arbitré son premier match international le 10 janvier 1959 à l'occasion d'un test match entre l'équipe de France et  l'équipe d'Écosse.
Gwynne Walters a arbitré notamment 19 matches du Tournoi des Cinq Nations entre 1959 et 1966. Il a en outre arbitré deux matches de  l'équipe d'Afrique du Sud et deux matches de la France contre l'équipe de Roumanie (1963) et l'équipe des Fidji (1964).
Il arbitrait en portant une veste à liseret.

## Palmarès
- 23 matches internationaux arbitrés.